# Мечеть аль-Джума
Мечеть аль-Джума (араб. مسجد الجمعة), також відома як мечеть Бані Салім, мечеть Аль-Ваді, мечеть Аль-Губайб, мечеть Атіках — мечеть у Медіні, Саудівська Аравія. Місцеві жителі кажуть, що саме тут ісламський пророк Мухаммад і його сподвижники вперше звершили молитву Джума під час свого шляху гіджри (переселення) з Мекки до Медіни.

## Місцезнаходження
Розташована на південний захід від Медіни, поблизу Ваді Рануна, 900 метрів на північ від мечеті Куба та 6 км від Аль-Масджид ан-Набаві.

## Історія
Під час шляху гіджри з Мекки до Медіни, у понеділок, 12 Рабі' аль-авваль, 1 року календаря гіджри, пророк і його мухаджиріни (сподвижники гіджри) зупинилися в Кубі на чотири дні. Вранці в п'ятницю вони відновили маршрут до Медіни, зупинилися в регіоні Ваді Рануна і звершили там молитву Джума. Регіон сьогодні називається Джума. 
Спочатку була побудована зі скель, потім кілька разів зруйнована і реконструйована. Мечеть до реконструкції мала 8 метрів в довжину, 4,5 метра в ширину і 5,5 метрів у висоту, а купол був зроблений з червоної цегли. До східної частини був прибудований двір довжиною 8 метрів і шириною 6 метрів. Ремонт у 1988 році Міністерством вакафів уряду Саудівської Аравії на чолі з королем Фахдом бін Абдул Азізом супроводжувався знесенням старої частини та будівництвом нової частини, яка включає резиденцію для імама та муедзина, бібліотеку, медресе Тахфідз аль-Коран, жіноча молитовна кімната та ванна кімната.  У 1991 році мечеть була знову відкрита для публіки з місткістю 650 паломників і головним куполом і чотирма малими куполами. 